# Freshwater
Freshwater es una localidad y parroquia civil situada en el extremo occidental de la Isla de Wight, Inglaterra. Freshwater Bay es una pequeña ensenada en la costa sur de la isla, que también da nombre a la parte cercana de Freshwater. Freshwater se encuentra en el extremo occidental de la región conocida como Back of the Wight, que es una zona turística popular.
Freshwater está cerca de los acantilados de yeso. Fue el lugar de nacimiento del físico Robert Hooke y fue el hogar del poeta laureado Alfred Tennyson, primer barón de Tennyson.

## Monumentos
El "Arco de Roca" (Arch Rock) fue un hito local muy conocido pero se derrumbó el 25 de octubre de 1992. La vecina "Roca del ciervo" (Stag Rock) se llama así porque supuestamente un ciervo saltó a la roca desde el acantilado para escapar durante una cacería. Otro enorme desprendimiento de la pared del acantilado, ocurrido en 1968, se conoce como la "Roca sirena" (Mermaid Rock).
Las colinas de Freshwater llevan el nombre de Tennyson. En Tennyson Down hay una cruz de granito de Cornualles erigida en 1897 en homenaje a Tennyson "por el pueblo de Freshwater, y otros amigos de Inglaterra y Estados Unidos". Hay también una colina en la zona denominada Hooke Hill, en honor de Robert Hooke.
La Iglesia Anglicana de Todos los Santos (All Saints' Church) es una de las iglesias más antiguas de la Isla de Wight, y ya figuraba listada en  el Libro Domesday de 1086. Hay un monumento de mármol que conmemora a Tennyson en la Iglesia de Todos los Santos. Su esposa, Emily Tennyson, y otros familiares están enterrados en el cementerio de la iglesia. También contiene un monumento al hijo de Tennyson, Lionel Tennyson, que murió de malaria en 1886.

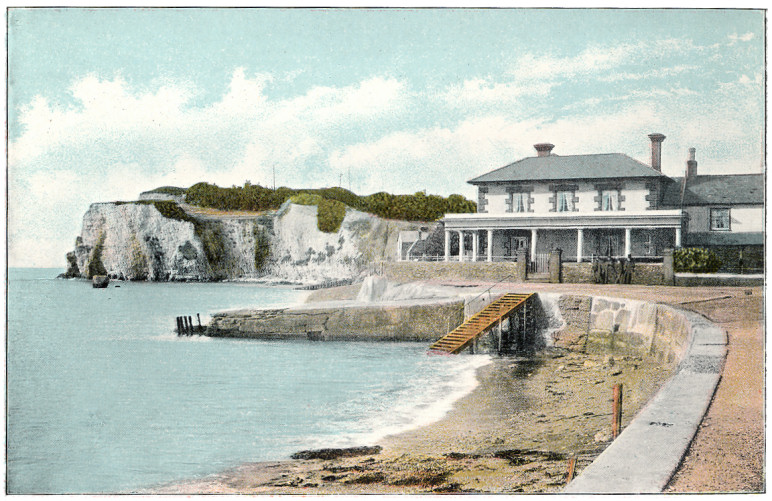
Freshwater Bay, hacia 1910

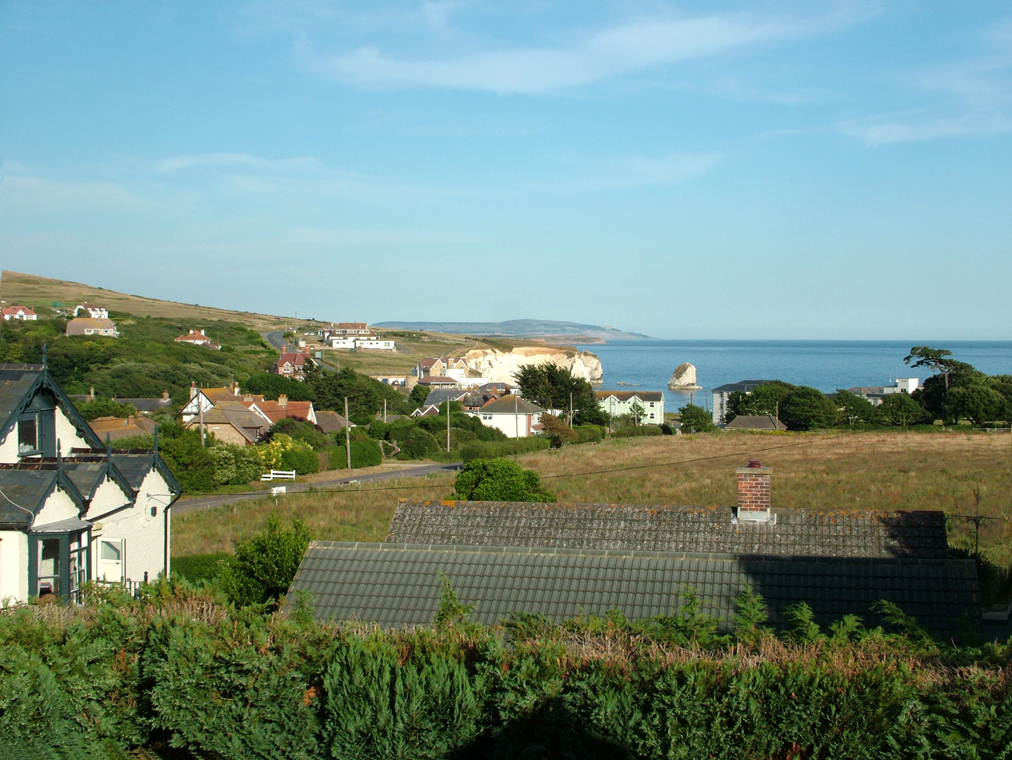
Dimbola Lodge (en primer plano, a la izquierda), la que fuera casa de Julia Margaret Cameron, desde donde se domina Freshwater Bay, en 2006. Ahora es un museo fotográfico.

Hay otra iglesia, dedicada a St. Agnes, que fue construida en un terreno donado por Hallam, hijo de Alfred Tennyson. Es la única iglesia de la Isla de Wight que posee un techo de paja.

## Historia
Hay evidencia de un puerto romano en la desembocadura del río Yar Occidental (Western Yar). En 530 dC, la isla fue conquistada por una fuerza combinada de sajones y jutos. Después de la conquista normanda de Inglaterra, el señor de la isla William Fitz Osbern, primer conde de Hereford, entregó la sajona Iglesia de Todos los Santos y sus diezmos a la abadía normanda de Lyre en algún momento entre 1066 y su muerte en 1071. En 1414 todos los prioratos extranjeros fueron confiscados por la Corona. En 1623, el rey Jaime I dio a la parroquia de Freshwater a John Williams, obispo de Lincoln. Williams luego concedió Freshwater al St John's College de Cambridge el 24 de marzo de 1623.
La Parroquia de Freshwater estaba originalmente compuesta por cinco fincas, conocida como "tunes"; Norton, Sutton, Easton, Weston y Middleton. Todos estos nombres de lugares todavía existen, a excepción de Sutton, que ahora se llama Freshwater Bay (antes Freshwater Gate). La primera reunión del Consejo Parroquial de Freshwater fue el 31 de diciembre de 1894.